# Rollsö naturreservat
Rollsö är en ö och ett naturreservat i Karlskrona kommun i Blekinge län.
Reservatet är skyddat sedan 2010 och omfattar 71 hektar varav 9,6 ha är landareal. Det är beläget sydväst om Karlskrona och består av två öar, Rollsö och Rollsöflöt, i de mellersta delarna av Karlskrona skärgård, samt vattnet runtomkring.
På Rollsö växer gles björkskog med inslag av rönn och fågelbär. Där växer ett buskskikt som är tätt av främst slån, en och på grundare jordar rosbuskar och björnbär. Längs de steniga stränderna växer en del äldre alar och björk.
Skäret Rollsöflöt öster om Rollsö består av en kal berghäll. 